# Ippolita Ludovisi
Ippolita Ludovisi (Cagliari, 24 dicembre 1663 – Roma, 29 dicembre 1733) era figlia di Niccolò I Ludovisi, e fu principessa sovrana di Piombino dal 27 gennaio 1701 alla morte, il 29 dicembre 1733. Sua madre era Costanza Pamphili, figlia della famosa donna Olimpia, principessa di San Martino al Cimino, e di Pamphilio, fratello del papa Innocenzo X.

## Biografia

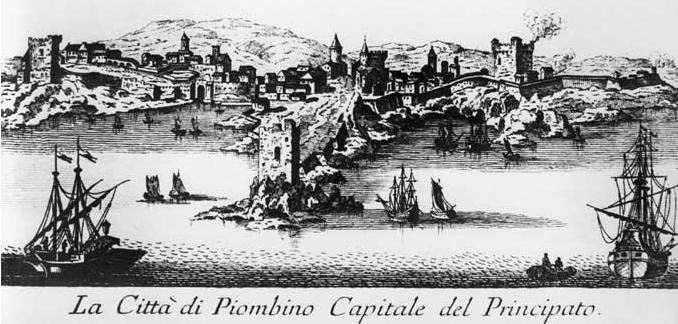
Piombino: a sinistra la cittadella, sede dei principi; a destra il castello

Il 27 gennaio 1701 ereditò il patrimonio di famiglia dalla sorella maggiore, monaca oblata (in Tor de' Specchi, Roma), Olimpia, compresa la sovranità sul principato di Piombino, che l'aveva contrastata in tanti modi comprese le vertenze legali.
Il 16 ottobre 1681 sposò Gregorio Boncompagni, V duca di Sora e Arce, governando con lui fino al 1707. Il contratto di matrimonio prevedeva che i discendenti avrebbero assunto il cognome congiunto Boncompagni Ludovisi.
L'8 febbraio 1706 la principessa visitò Piombino insieme al marito: la coppia risiedeva principalmente nella villa in Roma e nei castelli di Isola del Liri e di Sora; a Piombino nella cittadella.

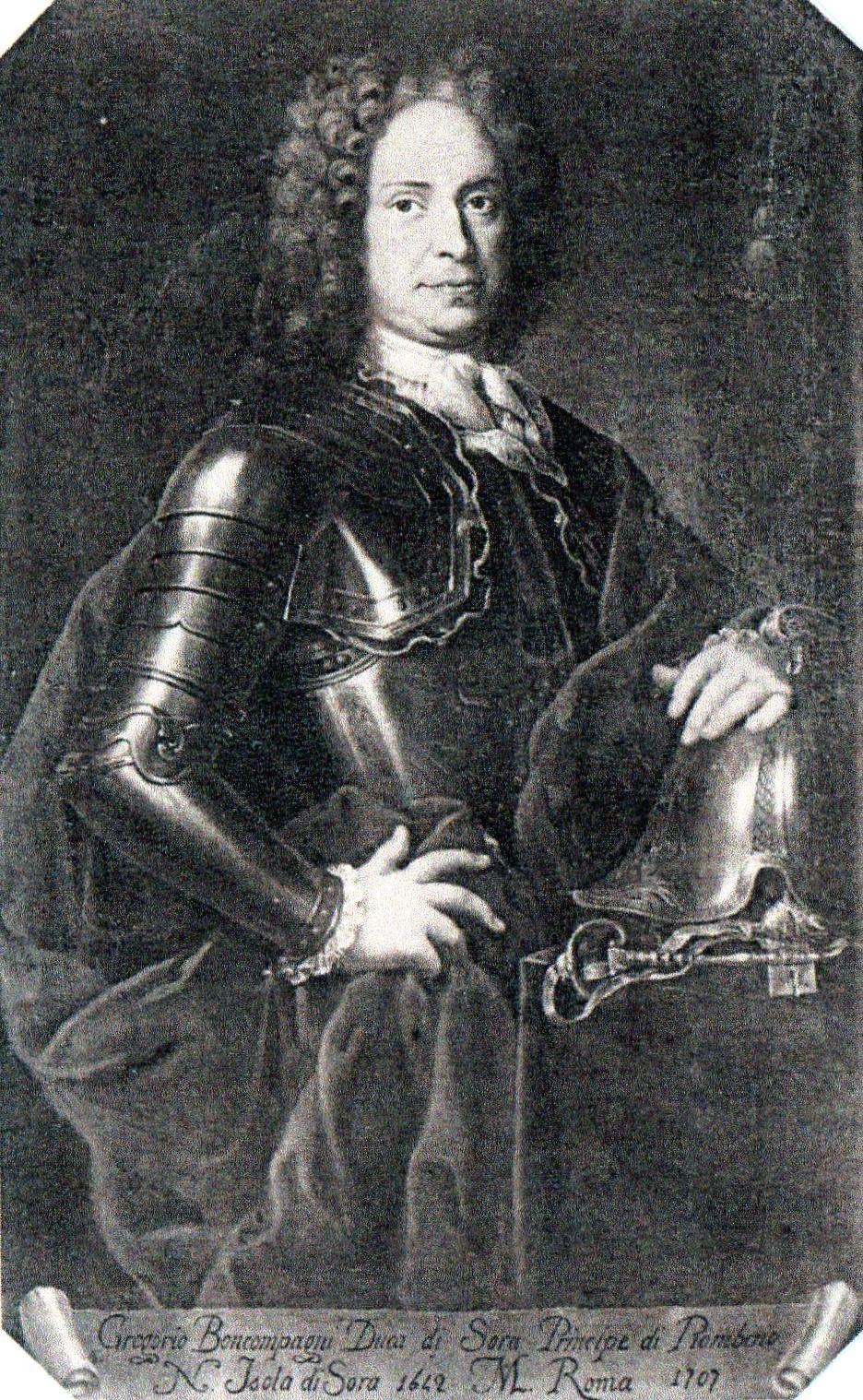
Gregorio I Boncompagni
marito di Ippolita

Il 7 giugno 1706 la sovrana emanò dalla cittadella piombinese (sede dei principi), congiuntamente al consorte, un decreto avente per oggetto la bonifica agraria di Vignale.
Nel 1715 Ippolita, vedova da otto anni, fece parte del prestigioso seguito che accompagnò a Madrid Elisabetta Farnese, sposa del re di Spagna Filippo V.
Nel 1726 la principessa manifestò la propria preoccupazione per il saccheggio subìto da Piombino da parte dei barbareschi e corsari maltesi.
Alla sua morte, il 29 dicembre 1733, le succedette la secondogenita quarantasettenne Maria Eleonora che aveva sposato, per motivi dinastici, lo zio paterno Antonio Boncompagni. Fu tumulata nella cappella Ludovisi nella chiesa romana di Sant'Ignazio, accanto al marito, ai genitori e al papa Gregorio XV.
L'ultimo principe di Piombino della famiglia fu il pronipote di Ippolita, Antonio I (1777-1801): lo Staterello fu occupato dalla Francia e Napoleone I lo assegnò, con Lucca, alla sorella Elisa e a suo marito Felice Baciocchi. Dal 1815 il principato fu annesso al granducato di Toscana.

## Discendenza
Dal matrimonio con Gregorio I Boncompagni, Ippolita ebbe sette figli, un maschio e sei femmine:
- Ugo Nicolò (6 maggio 1684 – 19 ottobre 1686)[5], morì in tenera età
- Maria Eleonora (1686–1745), principessa di Piombino, sposò Antonio Boncompagni
- Costanza (6 settembre 1687 – 6 febbraio 1768)[6], sposò Vincenzo Giustiniani, III principe di Bassano
- Maria Teresa (27 febbraio 1692 – 7 giugno 1744)[7], sposò Urbano Barberini, III principe di Palestrina
- Giulia (22 gennaio 1695 – 3 novembre 1751)[8], sposò Marco Ottoboni, I duca di Fiano
- Anna Maria (31 gennaio 1696 – 12 gennaio 1752), sposò nel 1719 Gian Vincenzo Salviati, duca di Giuliano (1693-1752);
- Lavinia (22 dicembre 1697 – 20 aprile 1773)[9], sposò nel 1723 Marino Caracciolo, VI principe di Santobuono (1696-1745).

## Ascendenza
|                                                           |                  |                                     | Genitori                                 |  |  | Nonni |  |  | Bisnonni                           |  |  | Trisnonni         |  |
|                                                           |                  |                                     |                                          |  |  |       |  |  | Pompeo Ludovisi, conte di Samoggia |  |  | Ludovico Ludovisi |  |
|                                                           |                  |                                     |                                          |  |  |       |  |  | Pompeo Ludovisi, conte di Samoggia |  |  | Ludovico Ludovisi |  |
|                                                           |                  | Bernardina Sassoni                  |                                          |  |  |       |  |  | Pompeo Ludovisi, conte di Samoggia |  |  |                   |  |
| Orazio Ludovisi, I duca di Fiano                          |                  |                                     |                                          |  |  |       |  |  | Pompeo Ludovisi, conte di Samoggia |  |  |                   |  |
|                                                           |                  | Camilla Bianchini                   | Alessandro Bianchini, patrizio bolognese |  |  |       |  |  |                                    |  |  |                   |  |
|                                                           |                  | Camilla Bianchini                   | Alessandro Bianchini, patrizio bolognese |  |  |       |  |  |                                    |  |  |                   |  |
|                                                           |                  | Camilla Bianchini                   | Ippolita Legnani                         |  |  |       |  |  |                                    |  |  |                   |  |
| Niccolò I Ludovisi, IV principe di Piombino               |                  | Camilla Bianchini                   |                                          |  |  |       |  |  |                                    |  |  |                   |  |
|                                                           |                  | Fabio Albergati, patrizio bolognese | Filippo Albergati                        |  |  |       |  |  |                                    |  |  |                   |  |
|                                                           |                  | Fabio Albergati, patrizio bolognese | Filippo Albergati                        |  |  |       |  |  |                                    |  |  |                   |  |
|                                                           |                  | Fabio Albergati, patrizio bolognese | Giulia Bargellini                        |  |  |       |  |  |                                    |  |  |                   |  |
| Lavinia Albergati                                         |                  | Fabio Albergati, patrizio bolognese |                                          |  |  |       |  |  |                                    |  |  |                   |  |
|                                                           |                  | Flaminia Bentivoglio                | Antonio Bentivoglio, conte palatino      |  |  |       |  |  |                                    |  |  |                   |  |
|                                                           |                  | Flaminia Bentivoglio                | Antonio Bentivoglio, conte palatino      |  |  |       |  |  |                                    |  |  |                   |  |
|                                                           |                  | Flaminia Bentivoglio                | Alessandra Desideri                      |  |  |       |  |  |                                    |  |  |                   |  |
| Ippolita Ludovisi, VIII principessa di Piombino           |                  | Flaminia Bentivoglio                |                                          |  |  |       |  |  |                                    |  |  |                   |  |
|                                                           | Camillo Pamphili | Pamphilio Pamphili                  |                                          |  |  |       |  |  |                                    |  |  |                   |  |
|                                                           | Camillo Pamphili | Pamphilio Pamphili                  |                                          |  |  |       |  |  |                                    |  |  |                   |  |
|                                                           | Camillo Pamphili | Orazia Mattei                       |                                          |  |  |       |  |  |                                    |  |  |                   |  |
| Pamphilio Pamphili                                        | Camillo Pamphili |                                     |                                          |  |  |       |  |  |                                    |  |  |                   |  |
|                                                           |                  | Flaminia Cancellieri del Bufalo     | Fulvio Cancellieri del Bufalo            |  |  |       |  |  |                                    |  |  |                   |  |
|                                                           |                  | Flaminia Cancellieri del Bufalo     | Fulvio Cancellieri del Bufalo            |  |  |       |  |  |                                    |  |  |                   |  |
|                                                           |                  | Flaminia Cancellieri del Bufalo     | Antonia Serlupi                          |  |  |       |  |  |                                    |  |  |                   |  |
| Costanza Pamphili                                         |                  | Flaminia Cancellieri del Bufalo     |                                          |  |  |       |  |  |                                    |  |  |                   |  |
|                                                           |                  | Sforza Maidalchini                  | Andrea Maidalchini                       |  |  |       |  |  |                                    |  |  |                   |  |
|                                                           |                  | Sforza Maidalchini                  | Andrea Maidalchini                       |  |  |       |  |  |                                    |  |  |                   |  |
|                                                           |                  | Sforza Maidalchini                  | …                                        |  |  |       |  |  |                                    |  |  |                   |  |
| Olimpia Maidalchini, principessa di San Martino al Cimino |                  | Sforza Maidalchini                  |                                          |  |  |       |  |  |                                    |  |  |                   |  |
|                                                           |                  | Vittoria Gualtiero                  | Giulio Gualtiero                         |  |  |       |  |  |                                    |  |  |                   |  |
|                                                           |                  | Vittoria Gualtiero                  | Giulio Gualtiero                         |  |  |       |  |  |                                    |  |  |                   |  |
|                                                           |                  | Vittoria Gualtiero                  | Giulia Gherardi                          |  |  |       |  |  |                                    |  |  |                   |  |
|                                                           |                  | Vittoria Gualtiero                  |                                          |  |  |       |  |  |                                    |  |  |                   |  |

## Immagini correlate

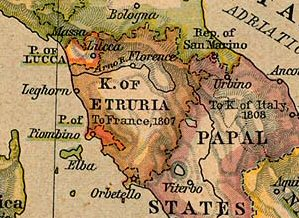
Ubicazione del principato di Piombino
La bandiera del principato di Piombino
Il blasone dei Boncompagni
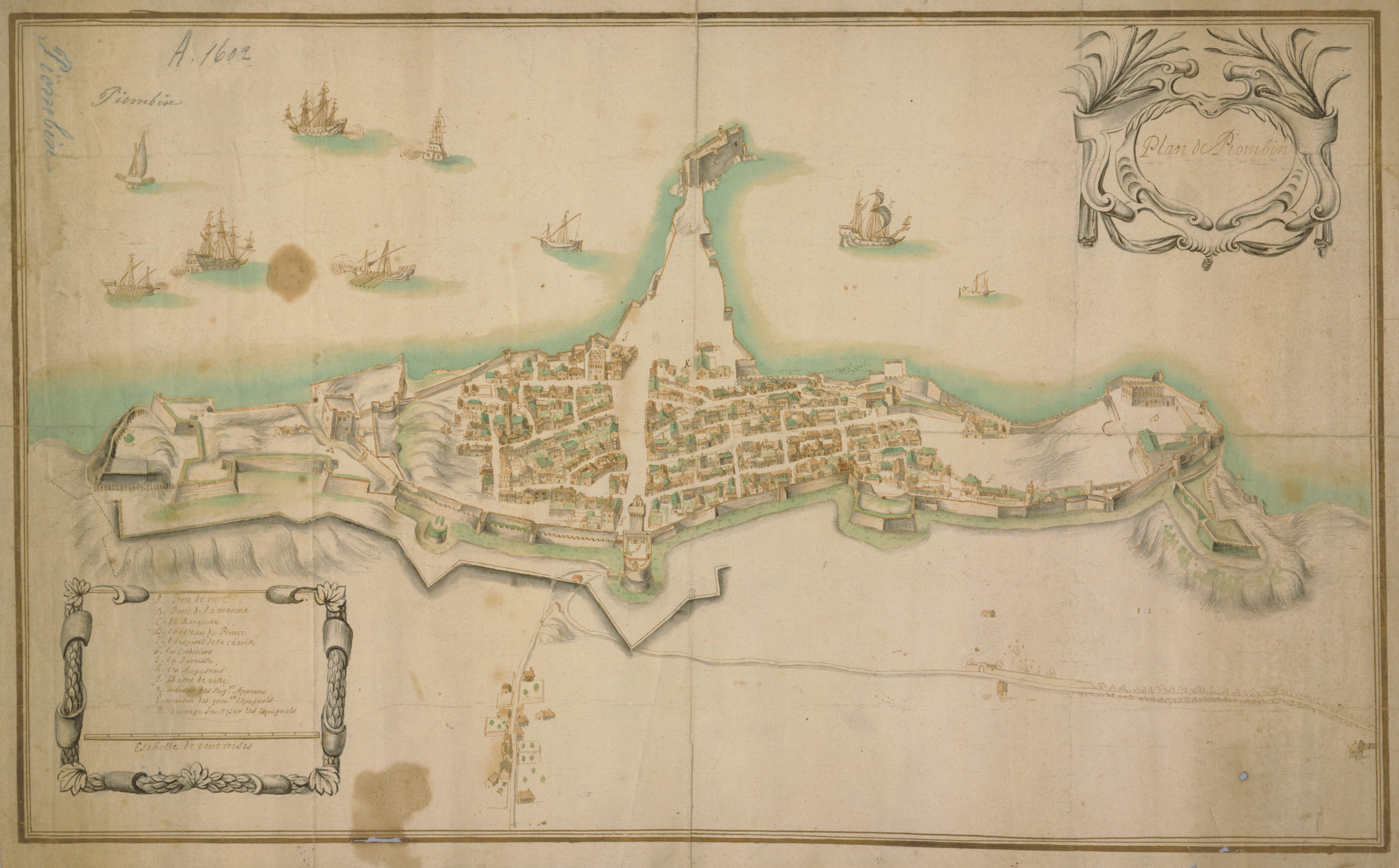
Pianta di Piombino con cittadella, castello e fortificazioni
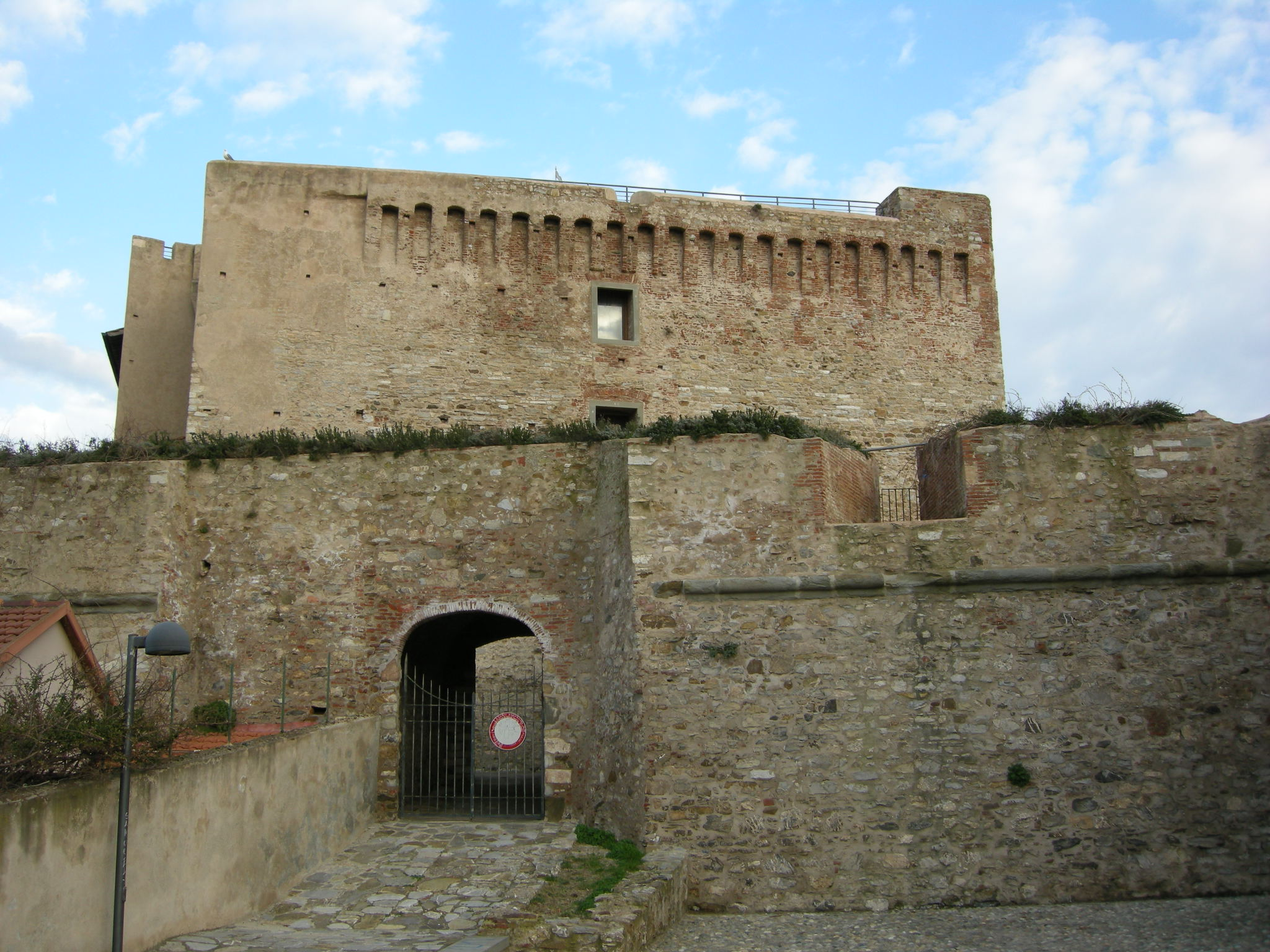
Il castello di Piombino